# Anton Rúnarsson
Anton Rúnarsson (* 20. Juli 1988 in Reykjavík) ist ein isländischer Handballspieler.

## Karriere
Anton Rúnarsson spielte in seiner Heimat bei Valur Reykjavík, mit dem er in der Saison 2007/08 an der EHF Champions League teilnahm. Ab 2012 lief er in der dänischen Jack & Jones Ligaen für Nordsjælland Håndbold auf. 2014 wechselte der 1,88 Meter große Rückraumspieler zum deutschen Zweitligisten TV Emsdetten, bei dem er einen Zweijahresvertrag unterschrieb. Nach Vertragsende kehrte er zu Valur Reykjavík zurück. Mit Valur gewann er 2021 die isländische Meisterschaft. Im Sommer 2021 kehrte er zum TV Emsdetten zurück. Seit der Saison 2023/24 spielt er wieder für Valur Reykjavík.
Anton bestritt 65 Länderspiele für die isländische Juniorennationalmannschaft.

## Sonstiges
Anton Rúnarsson ist verheiratet und hat ein Kind.